# 日本写真会
日本写真会（にほんしゃしんかい）は、資生堂初代社長であり写真家でもあった福原信三が近代写真の黎明期に「写真芸術」の確立を求め、当時の富裕層アマチュア写真家、および職業写真師のために1924年（大正13年）に設立した写真同好会である。創設以来90年以上の歴史と伝統を持ち、東京銀座の資生堂本社ビル内に本部を置き活動を行っている。設立メンバーには、信三の実弟である写真家福原路草や夏目漱石の肖像写真でも有名な小川一真などがいる。運営は資生堂創業家の一族によって代々受け継がており東京都写真美術館の館長を務める福原義春なども在籍している。
なお、1889年（明治22年）に設立された日本初の写真家団体日本寫眞會とは、同じ名称であるが無関係である。

## 関連人物
- 野島康三(写真家）
- 福原信義（日本写真会3代目会長・資生堂会長）
- 福原信和（日本写真会4代目会長・資生堂7代目社長）
- 秋山庄太郎（写真家）